# Monohelea praeclara
Monohelea praeclara är en tvåvingeart som beskrevs av Maurice Emile Marie Goetghebuer 1935. Monohelea praeclara ingår i släktet Monohelea och familjen svidknott. Inga underarter finns listade i Catalogue of Life.